# Staroe Krjukovo
Il quartiere Staroe Krjukovo (in russo Район Старое Крюково?, Krjukovo vecchia) è un quartiere di Mosca sito nel Distretto di Zelenograd.
Costituito il 12 settembre 1991. Tra il 4 dicembre 2002 e il 1º gennaio 2010 è stato fuso con il quartiere Silino nel quartiere Panfilovskij.

## Storia

### Simboli
La bandiera ufficiale di Staroe Krjukovo è stata approvata il 14 dicembre 2004.
È di forma rettangolare con una proporzione di  2:3. È tagliata, cioè divisa in diagonale dall'angolo inferiore adiacente all'asta, di rosso e di azzurro.
Nella parte superiore rossa si trova l'immagine di un ramo di quercia d'oro, mentre nella parte blu inferiore è rappresentata un'imbarcazione anch'essa d'oro, con una vela bianca.
Il ramo di quercia simboleggia la gloria militare, l'eroica resistenza e la controffensiva sovietica durante la battaglia di Mosca nel dicembre del 1941, così come le numerose querce secolari che sono presenti nella zona boschiva del parco comunale.
La nave con una vela bianca simboleggia la via variago-greca, l'antica rotta commerciale che passava lungo il fiume Skhodnya ancor prima della formazione del Granducato di Mosca.